# Airport Simulator
Airport Simulator er et simulations spil lavet af Auran hvor man har ansvaret for at udvikle og opbygge en lufthavn lidt ligesom i Airport Tycoon. Spillet har 3D billeder og man har muligheder for at kontrollere lufthavnen i en høj grad.